# Fundamenta Mathematicae
Fundamenta Mathematicae ist eine mathematische Fachzeitschrift mit besonderem Fokus auf die Grundlagenforschung der Mathematik.
Sie wurde 1920 von den polnischen Mathematikern der Warschauer Mathematikerschule Wacław Sierpiński, Stefan Mazurkiewicz und Zygmunt Janiszewski gegründet und in Warschau herausgegeben. Heute wird die Zeitschrift vom Mathematik-Institut der Polska Akademia Nauk betreut.
Der Impact Factor des Journals lag 2012 bei 0,529. In der Statistik des ISI Web of Knowledge belegte die Zeitschrift Rang 167 von 295 betrachteten Journals in der Kategorie Mathematik.